# Guerra civil romana d'Orient del 1321-1328
La guerra civil romana d'Orient del 1321-1328, o primera guerra civil de l'era dels Paleòlegs. El casus belli fou la decisió de l'emperador romà d'Orient, Andrònic II Paleòleg, d'apartar el seu net, anomenat igualment Andrònic, de la línia successòria després que el comportament decadent d'Andrònic el Jove i els seus amics de la noblesa acabés amb la mort accidental del seu germà Manuel i, com a resultat, la mort de pena del seu pare, Miquel IX Paleòleg. El jove es negà a acceptar aquest decret i juntament amb els seus partidaris s'alçà en rebel·lió contra el seu avi. Després de set anys de guerra intermitent, aconseguí arrabassar-li el tron al seu avi, però els autèntics guanyadors foren les potències veïnes, car l'Imperi Romà d'Orient sortí molt afeblit del conflicte.
El 1321, l'esclat del conflicte obligà Andrònic II a avortar la campanya que preparava contra els almogàvers establerts a Atenes.